# 楪カレン
楪 カレン（ゆずりは かれん、2001年〈平成13年〉3月28日 - ）は、日本のAV女優。ティーパワーズ所属。

## 略歴
2021年2月にAVデビュー。キカタンでのキャリアスタート
2021年5月よりOPPAIの専属女優となる。
2021年8月、『FLASH』（光文社）のアンケート調査「読者300人が選んだ2021上半期セクシー女優ランキング」で14位となる。
2021年10月よりOPPAIとプレミアムのダブル専属となる。
『発射無制限！プレイの途中で何度発射してもOKいつでも出し放題ソープ』が2021年のOPPAIにおいて一番売れたAV作品と集英社『週刊プレイボーイ』で紹介される。
『FLASH』発表の2021年セクシー女優ランキングで第2位となる。
FANZA発表2021年年間AV女優ランキング19位を獲得。

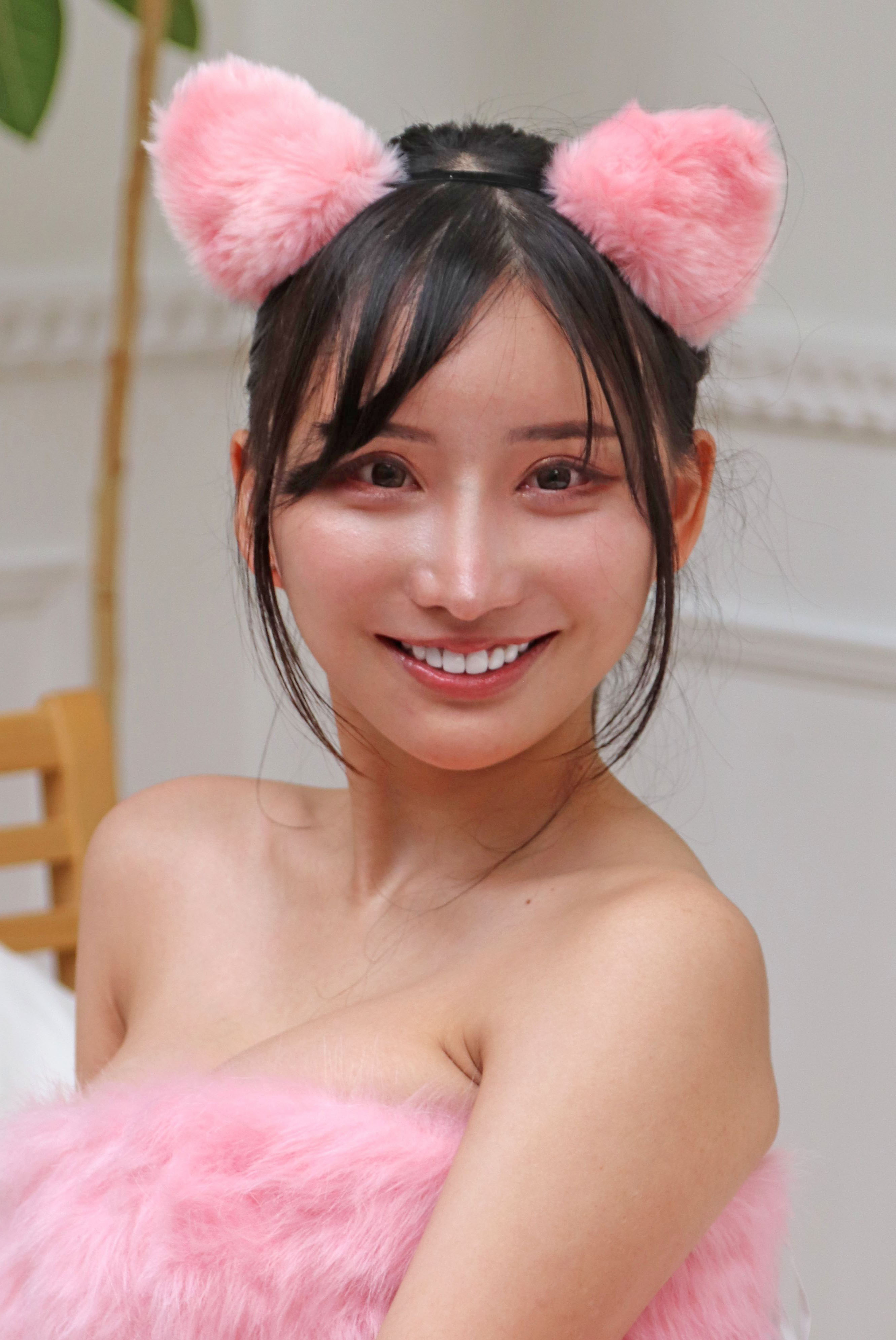
2022年撮影

2022年3月、『週刊プレイボーイ』2022年エロデミー賞において、出演した『発射無制限!プレイの途中で何度発射してもOK いつでも出し放題ソープ』が作品賞受賞。
2022年4月、FANZA『ゴールデンウィーク大感謝祭キャンペーン2022』キャンペーンガールに就任。
2022年5月に発表された『アサヒ芸能』「2022現役AV女優SEXY総選挙」で第39位。
2022年7月、FANZA『乳! 尻! クビレ! CSKキャンペーン2022』キャンペーンガールに就任。FANZA発表2022年上半期AV女優ランキング7位。
同年1月発売の『本番禁止のハズなのに…嬢からこっそり中出しおねだり！ 発射無制限 逆バニー風俗5本番』はこの年におけるプレミアム最大のヒット作となった。
FANZA発表2022年年間AV女優ランキング4位を獲得。
2023年1月30日週FANZAレンタルフロアランキングで『隣家のゴミ部屋へ苦情を言ったらコドおじが性欲モンスター化！異臭の中で絶対に逃がさない抜かずの孕ませ絶倫ホールド中出し 楪カレン』が1位を記録。
2023年5月に発表されたアサヒ芸能「2023現役AV女優SEXY総選挙」第40位。若年層より「オヤジ層」に大人気と分析された。5月24日、「月で逢いましょうvol.73 ニューカマースペシャル」にて初ライブを行った。
2023年6月19日週FANZA動画フロアランキングにて、『僕の巨乳彼女がDQN達に媚薬を使って犯●れブリブリ精子が逆流するまで中出しされるキメセク姿を見て勃起した 楪カレン』が1位を記録。FANZA発表・2023年上半期AV女優ランキング8位。
FANZAレンタルフロア・2023年9月度月間AV女優ランキング1位。同年11月度月間女優ランキング3位、同年12月度月間女優ランキング1位。FANZA通販フロア2023年11月度月間女優ランキング3位。
12月18日週FANZA動画フロアランキングでは同年5月発売の『BEAUTY VENUS VIII』がウィークリー1位に急浮上した。FANZA発表の2023年年間AV女優ランキングでは5位を記録。
2024年1月1日、FANZA動画フロアランキングにて前年8月発売の『僕をダメにする痴女セフレお姉さん 即フェラごっくん＆杭打ち中出しで朝まで何度も射精され続けて… 楪カレン』が10位に急上昇。この流れを受けたかFANZA通販フロア2024年1月度月間AV女優ランキングでは4位を記録した。同レンタルフロアの1月度女優ランキングでは1位となった。
同年2月12週FANZA通販フロアランキングにおいて、出演した『MOODYZファン感謝祭 バコバコバスツアー2024 AV男優発掘＆育成スペシャル!! AV男優を目指す素人16名とAV女優16名の1泊2日大乱交ツアー!』が初登場1位となった。
同年2月19日週FANZA通販フロアランキングにて、『楪カレン中出し大乱交解禁SPECIAL』が初登場6位にランクイン。FANZAレンタルフロアの2024年2月度月間女優ランキングで2位。
3月4日から4月26日まで開催のFANZAのキャンペーン企画『春のパンツまつり2024』のキャンペーンガール（全5名の内の1人）に就任。
2024年4月発売『アサヒ芸能』発表「2024現役AV女優セクシー総選挙」において総合29位（東京42位、大阪24位）となる。FANZAレンタルフロア2024年5月度月間AV女優ランキングにおいて、第4位ランクイン。
同年6月17日週FANZA通販フロアランキングにて、イメージビデオ『♀ 楪カレン』（Aircontrol）が初登場2位にランクイン。FANZAレンタルフロア2024年6月度および7月度AV女優ランキングでは2位ランクイン。FANZA通販フロア2024年6月度女優ランキングでは7位となる。
7月29日週FANZA動画フロアランキングにて、前年発売の『BEAUTY VENUS VIII』が6位にランクイン。
2024年8月発売『月刊FANZA』同年10月号で発表された、FANZA2024年上半期女優ランキングで5位にランクインした。
同年FANZAレンタルフロア12月度月間AV女優ランキング1位。
2025年5月には『TREND GIRLS撮影会2025』に参加。スポーティーな色遣いのビキニ姿が報道された。
同年7月度FANZAレンタルフロア月間AV女優ランキング6位ランクイン。

## 人物
- 沖縄県出身[2]。生まれも育ちも沖縄のウチナンチュ[45]。イメージで泳げると思われがちだが、カナヅチとのこと[46]。
- 競馬好きが高じて、2021年から乗馬を趣味にしている[45]。
- 胸は小学4年生のころから大きくなった[6]。大きくなった要因として「ゆし豆腐」を食べたことを挙げている[47]。
- 初体験は高校3年生の時で、相手は片思いしていた高校教師。当時からAVをみていて教師と教え子の恋愛に憧れを持っており、AVは恋愛の教科書だったとインタビューで述べている[6]。
- 俳優の渋江譲二は「きゃしゃな体とうらはらにボリューミーで弾力あるバスト。浮き出た血管も生々しくて官能的」と体型を評している[48]。アサヒ芸能編集部は大きさや上向きの形だけではなく、舐めてみたくなるバランス感を「拝みたくなる」と筆致[49]。揉まれると指をはじき返すハリの強さから「アサ芸AV大賞2022・ドスケベBODY部門ホレボレ美乳賞」に指名した[49]。
- AV男優の澤野ヒロムは、ミニマム巨乳体型ながら「見た目から想像できないパワフルなSEXをする」と論評[50]。魅せるためのプレイではなく、本気で相手を気持ちよくさせようとする姿勢であると評している[50]。
- 2023年の夕やけ大衆では、歴代映画作品における濡れ場の情景から登場人物の心理を評論した[51]。
- フクロウを飼っている（4thイメージDVDインタビューより）

## 作品

### アダルトDVD
| 発売日    | タイトル | 品番     | メーカー         | 備考 |
| 2021年    | 2021年 | 2021年   | 2021年           | 2021年 |
| --------- | --- | -------- | ---------------- | --- |
| 2月19日   | 三線持って沖縄から上京してきたばかりの19歳！Hcup巨乳の島人AVデビューでイーヤーサーサー | PPPD904  | OPPAI            | |
| 3月13日   | バイト先の大好きな巨乳ポニテちゃんが大嫌いな店長の種付けプレスで快楽寝取られ堕ちした。 | EBOD806  | E-BODY           | |
| 4月1日    | 地味な眼鏡では隠し切れない美人OLが性欲を抑えきれず完全生撮りデビュー！楪カレン24歳 お家時間が増えると共にHな妄想をオカズにオナニーする回数も増えてしまった女が絶頂する姿を捉えた卑猥な映像 | JUFE271  | Fitch            | |
| 5月19日   | 発射無制限！プレイの途中で何度発射してもOKいつでも出し放題ソープ | PPPD928  | OPPAI            | |
| 6月19日   | 夢のリゾート空間！！密着オッパイおもてなし性感連射メンズエステ！！ | PPPD936  | OPPAI            | |
| 7月13日   | はじめて彼女ができたので幼なじみとSEXや中出しの練習をする事にした | MIAA466  | ムーディーズ     | |
| 7月13日   | 両親不在の1週間…【海外生まれで性に超オープン】常に半裸のハーフ姉妹と僕だけの巨乳まみれ3人共同生活                                                                                          | EBOD843  | E-BODY           | ※共演：逢見リカ |
| 7月19日   | 彼女のお姉さんは巨乳と中出しOKで僕を誘惑 | PPPD944  | OPPAI            | |
| 8月13日   | ど田舎に引っ越してきたギャルがやる事なさ過ぎてドM男を見下し口撃フェラ | MIAA484  | ムーディーズ     | |
| 8月19日   | 生徒の巨乳に理性を失った僕は放課後ラブホで何度も何度もカレンと中出しセックスしてしまった                                                                                                   | PPPD950  | OPPAI            | |
| 10月19日  | 兄の挑発を真に受けた巨乳妹が中出しに気づかず爆走杭打ちピストン | PPPD966  | OPPAI            | |
| 11月16日  | プレミアム専属決定 「もうイッてるってばぁ！」美乳首ビン！アクメ中に爆走ピストン カメラ目線でイクイク中出し3本番                                                                            | PRED356  | プレミアム       | |
| 11月16日  | プレミアム専属決定 「もうイッてるってばぁ！」美乳首ビン！アクメ中に爆走ピストン カメラ目線でイクイク中出し3本番                                                                            | 9PRED356 | プレミアム       | |
| 11月16日  | スペンス乳腺開発クリニックSpecial | PPPD975  | OPPAI            | |
| 12月21日  | 妻と倦怠期中の僕はカレン（義妹）に誘惑されて何度も、何度も、中出しをしてしまった…。 | PRED362  | プレミアム       | |
| 12月21日  | 妻と倦怠期中の僕はカレン（義妹）に誘惑されて何度も、何度も、中出しをしてしまった…。 | 9PRED362 | プレミアム       | |
| 12月21日  | 無愛想なお隣の巨乳お姉さんと1週間のツンデレ同棲生活 | PPPD985  | OPPAI            | |
| 2022年    | |          |                  | |
| 1月18日   | 本番禁止のハズなのに…嬢からこっそり中出しおねだり！ 発射無制限 逆バニー風俗５本番 | PRED368  | プレミアム       | |
| 1月18日   | 本番禁止のハズなのに…嬢からこっそり中出しおねだり！ 発射無制限 逆バニー風俗５本番 | 9PRED368 | プレミアム       | |
| 1月18日   | 拘束した状態で金玉カラッポになるまで性感開発！＜亀頭責め・強制連射・男潮吹き＞骨抜き悶絶射精Ｍ性感ヘルス                                                                                   | PPPD995  | OPPAI            | |
| 2月15日   | 出張先で何度も、何度も中出しされて…絶倫上司のチ〇ポの虜になってしまったワタシ(新卒女子社員)。                                                                                              | PRED375  | プレミアム       | |
| 2月15日   | 出張先で何度も、何度も中出しされて…絶倫上司のチ〇ポの虜になってしまったワタシ(新卒女子社員)。                                                                                              | 9PRED375 | プレミアム       | |
| 2月15日   | いきなりパイズリフェラしてくれる巨乳ケダモノビッチを派遣します。 | PPPE005  | OPPAI            | |
| 3月15日   | 愛人（カレン）と温泉中出し不倫 妻が出張で不在の二日間 | PRED384  | プレミアム       | |
| 3月15日   | 大嫌いな義父のチ●ポがドストライクすぎて…時短中出しされていたのに延長を懇願して貪り合うような、おかわり中出し性交                                                                           | PPPE013  | OPPAI            | |
| 4月19日   | 巨乳潜入捜査官 使命と媚薬キメセク中出しのせめぎ合いの果てに… | PRED391  | プレミアム       | |
| 4月19日   | 巨乳潜入捜査官 使命と媚薬キメセク中出しのせめぎ合いの果てに… | 9PRED391 | プレミアム       | |
| 4月19日   | コンビニで働く巨乳に憑依！ハイテンションで爆走バイトテロしてヤった（笑） | PPPE022  | OPPAI            | |
| 5月17日   | 綺麗なお姉さんとホテルでお泊り中出しデート 24時間ずっと痴女られ続けた僕 | PRED396  | プレミアム       | |
| 5月17日   | 綺麗なお姉さんとホテルでお泊り中出しデート 24時間ずっと痴女られ続けた僕 | 9PRED396 | プレミアム       | |
| 5月17日   | Hcupの島人巨乳！楪カレン初BESTだイーヤーサーサー | PPBD234  | OPPAI            | ※ベスト盤 |
| 6月21日   | 倒れたカレン先生を介抱して家に送ったら… 無防備巨乳と健気さに勃起が止まらず朝まで何度も中出ししてしまった性欲モンスターなボク。                                                             | PRED403  | プレミアム       | |
| 6月21日   | 倒れたカレン先生を介抱して家に送ったら… 無防備巨乳と健気さに勃起が止まらず朝まで何度も中出ししてしまった性欲モンスターなボク。                                                             | 9PRED403 | プレミアム       | |
| 6月21日   | 召喚したサキュバスが巨乳の姉に憑依してから毎日続く近親で中出し搾精性活 | PPPE040  | OPPAI            | |
| 7月19日   | 綺麗なお姉さんがチ○ポバカになるまでヌイてくれる種搾りメンズエステ | PRED410  | プレミアム       | |
| 7月19日   | 綺麗なお姉さんがチ○ポバカになるまでヌイてくれる種搾りメンズエステ | 9PRED410 | プレミアム       | |
| 7月19日   | 隣家のゴミ部屋へ苦情を言ったらコドおじが性欲モンスター化！異臭の中で絶対に逃がさない抜かずの孕ませ絶倫ホールド中出し                                                                       | PPPE052  | OPPAI            | |
| 8月16日   | 上司NTR【専属女優スペシャル!】～パワハラ上司が愛妻に完堕ちするまで中出し編～ | PRED422  | プレミアム       | |
| 8月16日   | 上司NTR【専属女優スペシャル!】～パワハラ上司が愛妻に完堕ちするまで中出し編～ | 9PRED422 | プレミアム       | |
| 8月16日   | 彼女が友達と旅行中、俺になついてくる彼女の妹を肉オナホに調教してやった3日間の出来事 | PPPE062  | OPPAI            | |
| 9月20日   | 風俗イクほどセックス好きだったんだ？ キミ（彼氏）が2度と風俗行けないように10発中出ししても止めない騎乗位で生ハメしまくってヤルからな！                                                     | PRED428  | プレミアム       | |
| 9月20日   | 風俗イクほどセックス好きだったんだ？ キミ（彼氏）が2度と風俗行けないように10発中出ししても止めない騎乗位で生ハメしまくってヤルからな！                                                     | 9PRED428 | プレミアム       | |
| 9月20日   | 呼べば性欲処理しに来てくれる巨乳の愛人肉便器と体液まみれの不純異性不倫 | PPPE074  | OPPAI            | |
| 10月18日  | M男クンのお家（ウチ）までデリバリー楪カレン。 | PRED438  | プレミアム       | |
| 10月18日  | M男クンのお家（ウチ）までデリバリー楪カレン。 | 9PRED438 | プレミアム       | |
| 10月18日  | はじめて彼女ができたのに！年下の女上司に痴女られ残業と営業と出張が増えた僕 | PPPE080  | OPPAI            | |
| 11月15日  | 巨乳女教師の誘惑 | PPPE085  | OPPAI            | |
| 12月20日  | 会社の飲み会で終電を逃した僕に「うちに泊まっていきます？」と巨乳の後輩女子が小悪魔な囁き。部屋着の胸チラ誘惑に負けて何度もSEXした                                                          | PPPE089  | OPPAI            | |
| 12月20日  | 楪カレン×超深化4K機材撮影 股間ストライク肉感蜜着3本番 plus α | PRED445  | プレミアム       | |
| 12月20日  | 楪カレン×超深化4K機材撮影 股間ストライク肉感蜜着3本番 plus α | 9PRED445 | プレミアム       | |
| 2023年    | |          |                  | |
| 1月17日   | 楪カレン プレミアム初ベスト8時間 | PBD433   | プレミアム       | ※ベスト盤 |
| 2月21日   | 綺麗なお姉さんがアナタの五感を刺激するしっとり囁き愛情オナニーサポート | PRED457  | プレミアム       | |
| 2月21日   | 綺麗なお姉さんがアナタの五感を刺激するしっとり囁き愛情オナニーサポート | 9PRED457 | プレミアム       | |
| 2月21日   | 僕の巨乳彼女がDQN達に媚薬を使って犯されブリブリ精子が逆流するまで中出しされるキメセク姿を見て勃起した                                                                                      | PPPE097  | OPPAI            | |
| 3月21日   | 最高すぎた不倫生活。 セックスも、日常も、全てでオレをダメにする愛人沼で溶かされて…。 | PRED463  | プレミアム       | |
| 3月21日   | 最高すぎた不倫生活。 セックスも、日常も、全てでオレをダメにする愛人沼で溶かされて…。 | 9PRED463 | プレミアム       | |
| 3月21日   | 交尾を重ねるたびに止まらない汗！放出される体液！交わる欲情！オスとメスの本能覚醒オーガズムFUCK                                                                                             | PPPE104  | OPPAI            | |
| 4月18日   | もう一度、妻と愛し合う。倦怠期だった私達夫婦が久しぶりにSEXしたら…やっぱり、体の相性抜群で何度も、何度も、中出し求めて…                                                                    | PRED468  | プレミアム       | |
| 4月18日   | もう一度、妻と愛し合う。倦怠期だった私達夫婦が久しぶりにSEXしたら…やっぱり、体の相性抜群で何度も、何度も、中出し求めて…                                                                    | 9PRED468 | プレミアム       | |
| 4月18日   | こんな巨乳にパイズリされたい…我慢汁ダラダラ…チ〇ポが馬鹿になるおっぱいビッチの挟み抜き | PPPE112  | OPPAI            | |
| 5月9日    | BEAUTY VENUS Ⅷ | IPZZ034  | アイデアポケット | ※共演：伊藤舞雪、桜空もも |
| 5月9日    | BEAUTY VENUS Ⅷ | 9IPZZ034 | アイデアポケット | ※共演：伊藤舞雪、桜空もも |
| 5月16日   | 彼氏と喧嘩ばかりで落ち込むバイト先のHカップお姉さんとハメ倒して中出し三昧で寝取った僕 | PPPE119  | OPPAI            | |
| 5月16日   | 押しに弱い巨乳妻キメセク開発マッサージ 媚薬オイルと孕ませ中出しで子宮でイクように調教されたワタシ。                                                                                        | PRED478  | プレミアム       | |
| 5月16日   | 押しに弱い巨乳妻キメセク開発マッサージ 媚薬オイルと孕ませ中出しで子宮でイクように調教されたワタシ。                                                                                        | 9PRED478 | プレミアム       | |
| 6月20日   | 雨の日の最終電車で痴漢され助けを求めて降りた場所は無人駅。凍える寒さに負けて痴漢男と一夜を共にしてしまった私…                                                                              | PPPE133  | OPPAI            | |
| 6月20日   | 妻と娘が旅行で不在中 世話焼きな巨乳メイドに涎たっぷり、ぐっちょり、またがりベロキス中出しで過剰ご奉仕を受ける僕(主人)                                                                      | PRED490  | プレミアム       | |
| 6月20日   | 妻と娘が旅行で不在中 世話焼きな巨乳メイドに涎たっぷり、ぐっちょり、またがりベロキス中出しで過剰ご奉仕を受ける僕(主人)                                                                      | 9PRED490 | プレミアム       | |
| 7月18日   | 6コスでイカサレ失神アクメ！追撃再起動！即トビ脳バグFUCK！ | PPPE136  | OPPAI            | |
| 7月18日   | 彼女が至近距離にいるのに密着＆ゾクゾク囁き！背徳感で気持ちよすぎる中出し誘惑 | PRED501  | プレミアム       | |
| 7月18日   | 彼女が至近距離にいるのに密着＆ゾクゾク囁き！背徳感で気持ちよすぎる中出し誘惑 | 9PRED501 | プレミアム       | |
| 8月15日   | 20年来の親友を裏切ってあいつの彼女とコンドームを使いきっても尚、生ハメでヤリまくってしまった…                                                                                              | PPPE146  | OPPAI            | |
| 8月15日   | 僕をダメにする痴女セフレお姉さん 即フェラごっくん＆杭打ち中出しで朝まで何度も射精され続けて…                                                                                               | PRED506  | プレミアム       | |
| 8月15日   | 僕をダメにする痴女セフレお姉さん 即フェラごっくん＆杭打ち中出しで朝まで何度も射精され続けて…                                                                                               | 9PRED506 | プレミアム       | |
| 9月19日   | 妻と結婚して10年。やっと実った巨乳連れ子を妻が帰省した3日間に10年分調教して理解らせた。 | PPPE153  | OPPAI            | |
| 9月19日   | 楪カレンOPPAIセカンドBEST8時間 | PPBD264  | OPPAI            | ※ベスト盤 |
| 9月19日   | 久しぶりの中出しはカラダも心も満たされて… あなたが不在の３日間、欲求不満なワタシは絶倫なお義父さんと２人きり。                                                                             | PRED520  | プレミアム       | |
| 10月17日  | いつでもどこでも秒で即ハメ！巨乳で過激なご奉仕小悪魔メイド | PPPE162  | OPPAI            | |
| 10月17日  | 禁欲アクメバースト さよなら 私は一足先に快楽に溺れる世界へ行く。舌も涎も絡ませて一心不乱に腰を振り汗も潮も汁も、淫らに飛び散らしてイっても、イっても、イキ果てるまで…                      | PRED525  | プレミアム       | |
| 10月17日  | 禁欲アクメバースト さよなら 私は一足先に快楽に溺れる世界へ行く。舌も涎も絡ませて一心不乱に腰を振り汗も潮も汁も、淫らに飛び散らしてイっても、イっても、イキ果てるまで…                      | 9PRED525 | プレミアム       | |
| 11月21日  | 「こんな場所で？」「声でバレちゃう！」「ここに射精するの！？」小悪魔な巨乳逆チカンお姉さん                                                                                                 | PPPE166  | OPPAI            | |
| 11月21日  | 残業、嵐、のち中出し 優しく巨乳なカレン先輩のしっとりおっぱいに発情して何度も中出ししてしまったボク。                                                                                      | PRED532  | プレミアム       | |
| 11月21日  | 残業、嵐、のち中出し 優しく巨乳なカレン先輩のしっとりおっぱいに発情して何度も中出ししてしまったボク。                                                                                      | 9PRED532 | プレミアム       | |
| 12月19日  | 水泳部顧問玩具化中出し輪姦 無尽蔵のスタミナ絶倫生徒にレ×プリレーされ続けた私 | PPPE174  | OPPAI            | |
| 12月19日  | 水泳部顧問輪姦レイプ中出し みんなの憧れで美人なカレン先生の競泳水着から食い込む卑猥なデカ尻に理性が吹き飛んだ男子生徒達に犯●れ続けてイキまくった女教師。                                   | PRED541  | プレミアム       | |
| 2024年    | |          |                  | |
| 1月16日   | 母の死後に姉のおっぱいを吸い続けて10年。バブみが強い僕をここまで育ててくれました。 | PPPE183  | OPPAI            | |
| 1月16日   | 白衣の天使になっていたカレン先輩と再会。 カラダも心も弱っていたボクを癒してくれる優しさと巨乳に甘えて中出ししまくった入院生活。                                                            | PRED549  | プレミアム       | |
| 1月16日   | 白衣の天使になっていたカレン先輩と再会。 カラダも心も弱っていたボクを癒してくれる優しさと巨乳に甘えて中出ししまくった入院生活。                                                            | 9PRED549 | プレミアム       | |
| 1月16日   | 楪カレン プレミアム12タイトル12時間BEST | PBD457   | プレミアム       | |
| 1月23日   | マドンナ20周年記念5ヶ月連続!!奇跡のコラボ第3弾!!”家族の為に捧げたカラダ”中年男たちに弄ばれる、身代わり輪姦温泉旅行―。                                                                      | JUQ587   | MADONNA          | |
| 1月23日   | マドンナ20周年記念5ヶ月連続!!奇跡のコラボ第3弾!!”家族の為に捧げたカラダ”中年男たちに弄ばれる、身代わり輪姦温泉旅行―。                                                                      | 9JUQ587  | MADONNA          | |
| 2月20日   | 三線持って東京から沖縄に帰郷！Hcup巨乳の島人AVデビュー3周年でうちなー凱旋やりぶさー！ | PPPE190  | OPPAI            | |
| 2月20日   | 綺麗なお姉さんと何もない古民家を愛の巣にして極濃ヤリまくり同棲生活 | PRED558  | プレミアム       | |
| 2月20日   | 綺麗なお姉さんと何もない古民家を愛の巣にして極濃ヤリまくり同棲生活 | 9PRED558 | プレミアム       | |
| 3月19日   | 楪カレン中出し大乱交解禁SPECIAL | PPPE198  | OPPAI            | |
| 3月19日   | 家庭教師のカレン先生のごほうびベロチューと中出しに甘えて種付けセックスしまくった日々。 | PRED567  | プレミアム       | |
| 3月19日   | 家庭教師のカレン先生のごほうびベロチューと中出しに甘えて種付けセックスしまくった日々。 | 9PRED567 | プレミアム       | |
| 3月19日   | MOODYZファン感謝祭 バコバコバスツアー2024 AV男優発掘&育成スペシャル!! AV男優を目指す素人16名とAV女優16名の1泊2日大乱交ツアー！                                                             | MIRD237  | ムーディーズ     | ※共演：葵いぶき、石原希望、松本いちか、新井リマ、乙アリス、倉本すみれ、沙月恵奈、末広純、橘メアリー、響乃うた、姫咲はな、美園和花、森沢かな、森日向子、弥生みづき ※ゲスト出演：AIKA、大槻ひびき、波多野結衣                                 |
| 3月19日   | MOODYZファン感謝祭 バコバコバスツアー2024 AV男優発掘&育成スペシャル!! AV男優を目指す素人16名とAV女優16名の1泊2日大乱交ツアー！                                                             | 9MIRD237 | ムーディーズ     | ※共演：葵いぶき、石原希望、松本いちか、新井リマ、乙アリス、倉本すみれ、沙月恵奈、末広純、橘メアリー、響乃うた、姫咲はな、美園和花、森沢かな、森日向子、弥生みづき ※ゲスト出演：AIKA、大槻ひびき、波多野結衣                                 |
| 4月16日   | 一ヶ月禁欲後の敏感乳首をず～っとこねくりっ放し性交 | PPPE206  | OPPAI            | |
| 5月21日   | 巨乳の生徒が在籍した3年間、抵抗できない状態でいいなりオナホになるまで調教してやった | PPPE223  | OPPAI            | |
| 5月21日   | デカ乳ボイン色気ムンムンスケベ接客スナックお姉さんとアフター中出し不倫 | PRED674  | プレミアム       | |
| 5月21日   | デカ乳ボイン色気ムンムンスケベ接客スナックお姉さんとアフター中出し不倫 | 9PRED674 | プレミアム       | |
| 6月18日   | 高級ランジェリーメーカーの自分で試したがり痴女デザイナー | PPPE224  | OPPAI            | |
| 6月18日   | 大嫌いな粘着社長の舐め犯しキメセクで…全身クリ並み性感調教された巨乳秘書 | PRED680  | プレミアム       | |
| 6月18日   | 大嫌いな粘着社長の舐め犯しキメセクで…全身クリ並み性感調教された巨乳秘書 | 9PRED680 | プレミアム       | |
| 7月16日   | 気弱な性格で「嫌」の一言が言えずエロ整体師に恥ずかしいほどイカされ続けた巨乳部活少女 | PPPE234  | OPPAI            | |
| 7月16日   | 顔射20発 射精しても敏感ビクビクチ〇ポを追撃しゃぶって悶えさせてアゲル 高級キャバ嬢カレンちゃんの寝取り接客フェラチオ                                                                       | PRED687  | プレミアム       | |
| 7月16日   | 楪カレンの極上パイズリフェラBEST！エロお姉さんのぷるんHカップ巨乳で搾られる！ | PBD471   | プレミアム       | ※ベスト盤 |
| 8月20日   | 店長の僕は巨乳バイトのノーブラ誘惑に負けてまだ女子〇生なのに理性を保てず喰べてしまった | PPPE244  | OPPAI            | |
| 8月20日   | 一度はじまったら、止められない…先輩の欲求不満な巨乳彼女と巣ごもり中出しセックスで何度も交わり続けた日々。                                                                                  | PRED694  | プレミアム       | |
| 8月20日   | 一度はじまったら、止められない…先輩の欲求不満な巨乳彼女と巣ごもり中出しセックスで何度も交わり続けた日々。                                                                                  | 9PRED694 | プレミアム       | |
| 9月17日   | ショタコン巨乳家庭教師の全肯定で励まし淫語筆おろしレッスン | PPPE255  | OPPAI            | |
| 9月17日   | 楪カレンと出会い系マッチングぅ！ラッキー男子君をシティホテル連れ込みスケベ淫語はぁはぁG乳ボディ揺らしてズコバコ極濃中出しハッスルぅ～☆                                                     | PRED702  | プレミアム       | |
| 9月17日   | 楪カレンと出会い系マッチングぅ！ラッキー男子君をシティホテル連れ込みスケベ淫語はぁはぁG乳ボディ揺らしてズコバコ極濃中出しハッスルぅ～☆                                                     | 9PRED702 | プレミアム       | |
| 9月17日   | MOODYZファン感謝祭バコバコバスツアー2024完全版 バコバス7時間50分＋うらバコ4時間＋未公開シーン収録13時間                                                                                    | MIRD239  | ムーディーズ     | ※共演：石原希望、葵いぶき、乙アリス、美園和花、弥生みづき、末広純、沙月恵奈、松本いちか、倉本すみれ、橘メアリー、新井リマ、森沢かな、響乃うた、姫咲はな、森日向子、浜崎真緒、望月あやか、岬あずさ、ちゃんよた、波多野結衣、大槻ひびき、AIKA |
| 9月17日   | MOODYZファン感謝祭バコバコバスツアー2024完全版 バコバス7時間50分＋うらバコ4時間＋未公開シーン収録13時間                                                                                    | 9MIRD239 | ムーディーズ     | ※共演：石原希望、葵いぶき、乙アリス、美園和花、弥生みづき、末広純、沙月恵奈、松本いちか、倉本すみれ、橘メアリー、新井リマ、森沢かな、響乃うた、姫咲はな、森日向子、浜崎真緒、望月あやか、岬あずさ、ちゃんよた、波多野結衣、大槻ひびき、AIKA |
| 10月15日  | 性欲を抑えきれずに脱獄してきた痴悪女 3年禁欲後のはしたない騎乗位でじっくりねっとり犯してあげる                                                                                             | PPPE264  | OPPAI            | |
| 10月15日  | 楪カレンOPPAI3rdBEST8時間 | PPBD292  | OPPAI            | ※ベスト盤 |
| 10月15日  | いじめから守ってくれたのに…憧れのカレン先生が何度も犯されてる姿に興奮して中出しまでしてしまった最低なボク。                                                                                | PRED709  | プレミアム       | |
| 10月15日  | いじめから守ってくれたのに…憧れのカレン先生が何度も犯されてる姿に興奮して中出しまでしてしまった最低なボク。                                                                                | 9PRED709 | プレミアム       | |
| 11月19日  | 行列のできるちょんの間乳首ドレイ | PPPE266  | OPPAI            | |
| 11月19日  | 毎日オレを叱ってくる年下女上司とデリヘルでまさかの再会！立場逆転！種付けプレス中出しで徹底的に分からせてやった。                                                                           | PRED717  | プレミアム       | |
| 11月19日  | 毎日オレを叱ってくる年下女上司とデリヘルでまさかの再会！立場逆転！種付けプレス中出しで徹底的に分からせてやった。                                                                           | 9PRED717 | プレミアム       | |
| 12月 17日 | 酔うと豹変ドスケベになる地味メガネ巨乳バイト後輩に酒乱ベロキス暴れ騎乗位で一晩中、精子ぶっこ抜かれた僕。                                                                                   | PRED721  | プレミアム       | |
| 12月 17日 | 酔うと豹変ドスケベになる地味メガネ巨乳バイト後輩に酒乱ベロキス暴れ騎乗位で一晩中、精子ぶっこ抜かれた僕。                                                                                   | 9PRED721 | プレミアム       | |
| 2025年    | |          |                  | |
| 1月21日   | ド痴女医のおっぱい診察と中出しの誘惑で常に行列のできるエロクリニック | PPPE295  | OPPAI            | |
| 1月21日   | 「妹のお尻でおちんちん大きくならないでしょ？(笑)」無防備ぷりぷり尻に理性ブッ飛び！ハメまくりバック中出し生活。                                                                             | PRED730  | プレミアム       | |
| 1月21日   | 楪カレン プレミアム3rdベスト12時間 | PBD484   | プレミアム       | ※ベスト盤 |
| 2月18日   | 僕には妻がいるのに…家庭教師の僕に一目ぼれした喪女ニートな教え子に食べられ、浮気なのに何度もSEXしまくった                                                                                   | PPPE305  | OPPAI            | |
| 2月18日   | 同棲直前のボクを寝取って契約させる、不動産レディのベロチュウ誘惑に負けて、彼女の存在を忘れる程、何度も本気で中出しをしてしまった…。                                                        | PRED739  | プレミアム       | |
| 2月18日   | 同棲直前のボクを寝取って契約させる、不動産レディのベロチュウ誘惑に負けて、彼女の存在を忘れる程、何度も本気で中出しをしてしまった…。                                                        | 9PRED739 | プレミアム       | |
| 3月18日   | 学校で勝手に歓楽街を作っちゃったカレンちゃんの風紀淫しまくり風俗学園 | PPPE314  | OPPAI            | |
| 3月18日   | 顔・カラダ・エロ・性格 全てがS級 僕を沼らせるドスケベ愛人と隠し子づくり中出し不倫 | PRED745  | プレミアム       | |
| 3月18日   | 顔・カラダ・エロ・性格 全てがS級 僕を沼らせるドスケベ愛人と隠し子づくり中出し不倫 | 9PRED745 | プレミアム       | |
| 4月15日   | 全裸巨乳家政婦 | PPPE324  | OPPAI            | |
| 4月15日   | 出張先でキメセク相部屋にハメられて…何度も追撃中出しされてオヤジ上司の性処理おま〇こ調教で寝取られたワタシ。                                                                                | PRED755  | プレミアム       | |
| 4月15日   | 出張先でキメセク相部屋にハメられて…何度も追撃中出しされてオヤジ上司の性処理おま〇こ調教で寝取られたワタシ。                                                                                | 9PRED755 | プレミアム       | |
| 5月20日   | 巨乳の陸上部員が肉体強化の合宿で1㎝ギリギリの空気椅子特訓！おっぱいの重さであわや合体の騎乗位に溺れた2泊3日                                                                                | PPPE334  | OPPAI            | |
| 5月20日   | カレンは俺(義父)の肉オナホ。 種なし息子が風呂の20分の隙に…絶倫ピストンで連続孕ませ中出ししてヤッた。                                                                                       | PRED763  | プレミアム       | |
| 5月20日   | カレンは俺(義父)の肉オナホ。 種なし息子が風呂の20分の隙に…絶倫ピストンで連続孕ませ中出ししてヤッた。                                                                                       | 9PRED763 | プレミアム       | |
| 6月17日   | 数年前に私を犯した鬼畜レ×プ魔たちが現れて… トラウマ再燃デカ乳ぶっかけ串刺し中出し輪●17発                                                                                                   | PPPE346  | OPPAI            | |
| 6月17日   | 出張先の温泉接待でいいなり肉便器 絶倫オトコたちと無理ヤリ相部屋で中出しブリブリ逆流する程廻された私…                                                                                       | PRED773  | プレミアム       | |
| 6月17日   | 出張先の温泉接待でいいなり肉便器 絶倫オトコたちと無理ヤリ相部屋で中出しブリブリ逆流する程廻された私…                                                                                       | 9PRED773 | プレミアム       | |
| 7月15日   | 「そんなにおっぱい好きなら私が挟んじゃうから」 彼女の親友におっパブ通いがバレて…お仕置き淫語痴女パイズリで20回転分も搾り取られた僕…                                                        | PPPE362  | OPPAI            | |
| 7月15日   | 絶倫すぎるボクをドスケベ肉感ポーズ淫語で慰めてくれるカレン先生… | PRED782  | プレミアム       | |
| 7月15日   | 絶倫すぎるボクをドスケベ肉感ポーズ淫語で慰めてくれるカレン先生… | 9PRED782 | プレミアム       | |
| 8月19日   | ひと回りも年の離れた出来のいい義妹に片思いして10年。 ある日彼氏ができたと知った俺は、嫉妬のあまり睡眠薬を盛って毎晩中出し昏睡レ×プをし続けていた…。                                        | PPPE356  | OPPAI            | |
| 8月19日   | 1日1組限定。子種を欲しがる女将の無制限中出し秘境ソープで20発搾って頂いたボク。 | PRED792  | プレミアム       | |
| 8月19日   | 1日1組限定。子種を欲しがる女将の無制限中出し秘境ソープで20発搾って頂いたボク。 | 9PRED792 | プレミアム       | |
| 8月19日   | 楪カレンが理性が終わっても止まることのない39本番。アクメ500回、痙攣3987回、汁漏れ1287cc | PBD499   | プレミアム       | ※ベスト盤 |
| 9月16日   | ザコま○こセフレの黒崎さん実写版 格下に見ていたオタクのチ○ポで即・連続アクメ堕ちした性欲つよつよギャルJ●                                                                                    | MIMK244  | MOODYZ           | |
| 9月16日   | 【完全主観×バイノーラル録音】【脳がトロける極快感】愛人カレンの肉感ストリップ誘惑と耳元ハァハァ囁き寝取り淫語で中出しOKさせちゃうドロ沼不倫から抜け出せないでいる僕                        | PRED800  | プレミアム       | |
| 9月16日   | 【完全主観×バイノーラル録音】【脳がトロける極快感】愛人カレンの肉感ストリップ誘惑と耳元ハァハァ囁き寝取り淫語で中出しOKさせちゃうドロ沼不倫から抜け出せないでいる僕                        | 9PRED800 | プレミアム       | |

### アダルトVR
| 発売日   | タイトル | 品番    | メーカー   | 備考   |
| 2021年   | 2021年 | 2021年  | 2021年     | 2021年 |
| -------- | --- | ------- | ---------- | ------ |
| 6月14日  | 初ＶＲ！【スロー特化】沖縄出身で時間にルーズな彼女が スローな手コキ、スローなパイズリ、スローなセックスでじ～っくり何発も射精させてくれる濃密イチャラブ同棲スローライフ                                                           | PPVR012 | OPPAI      |        |
| 7月14日  | 最高級リゾート風俗体験VR Hカップ島人娘・楪カレンの【ラブリー即尺】【泡パイ密着洗体】【癒しのぬるぬるマット】ナマ中出しOKソープ | EBVR049 | E-BODY     |        |
| 2022年   | |         |            |        |
| 2月23日  | 彼女のお姉さんは巨乳と中出しOKで僕を誘惑VR | PPVR025 | OPPAI      |        |
| 3月18日  | 楪カレンとノーカットで画質・色味・距離感すべてが完璧な極上SEX体験！ 地面特化etc.オマケ体位が楽しめる！じっくり丁寧な魅力度200％のVR！                                                                                             | PRVR058 | プレミアム |        |
| 10月14日 | 【舐め回し特化】顔面舐めつくし！耳舐めほじり！舐めじゃくりフェラ！ 全身清拭舐めしゃぶりナースVR | PPVR037 | OPPAI      |        |
| 11月8日  | 水泳部の夏合宿で生徒・カレンに誘惑されるアナタ…！学内イチの美少女Hカップに迫られ我慢限界！ 他生徒には絶対言えない禁断セックス！汗だくだくの思春期エロテクで中出し射精ヤリまくり！                                                 | PRVR067 | プレミアム |        |
| 11月18日 | 逆パワハラをしてくるZ世代の後輩に媚薬入りコーヒーを飲ませて言いなり服従させるキメセクVR！！ | PPVR039 | OPPAI      |        |
| 2023年   | |         |            |        |
| 1月24日  | 大好評の逆バニー風俗がVR化！本番禁止のはずなのに…こっそり嬢から中出しおねだり！ メンズエステでお互いハメたいのに言えない駆け引きのドキドキ感から、 背徳感たっぷりのセックスまで完全再現！極上のカラダとご奉仕で最高の射精体験VR！ | PRVR070 | プレミアム |        |
| 2024年   | |         |            |        |
| 3月1日   | 射精時におっぱい密着状態で濃密キス ずっと繋がって中出しセックスVR | PPVR047 | OPPAI      |        |

### 配信限定
2021年
- かれん（5月1日、新世代女子）
- かれんちゃん（5月13日、GO!GO!お手当ちゃん）
- かれん（7月7日、日払いちゃん）
- みゆきち（7月15日、しろうとヤッホー）

### イメージDVD
| 発売日   | タイトル                                  | 規格   | 品番      | メーカー         | 備考   |
| 2022年   | 2022年                                    | 2022年 | 2022年    | 2022年           | 2022年 |
| -------- | ----------------------------------------- | ------ | --------- | ---------------- | ------ |
| 11月17日 | Karen Midsummer splash・楪カレン          | DVD    | REBD-699  | REbecca          |        |
| 11月17日 | Karen Midsummer splash・楪カレン          | BD     | REBDB-685 | REbecca          |        |
| 2023年   |                                           |        |           |                  |        |
| 4月6日   | Karen2 私をうちなーに連れてって・楪カレン | DVD    | REBD-734  | REbecca          |        |
| 4月6日   | Karen2 私をうちなーに連れてって・楪カレン | BD     | REBDB-720 | REbecca          |        |
| 4月25日  | 裸神 楪カレン                             | DVD    | OAE-233   | Aircontrol       |        |
| 4月25日  | 裸神 楪カレン                             | BD     | 9OAE-233  | Aircontrol       |        |
| 12月7日  | Karen3 Return of Uchinanchu               | DVD    | REBD-799  | REbecca          |        |
| 12月7日  | Karen3 Return of Uchinanchu               | BD     | REBDB-784 | REbecca          |        |
| 12月12日 | 全裸MERMAID 楪カレン                      | DVD    | FWAY-003  | FAIR＆WAY        |        |
| 12月12日 | 全裸MERMAID 楪カレン                      | BD     | 9FWAY-003 | FAIR＆WAY        |        |
| 2024年   |                                           |        |           |                  |        |
| 4月16日  | 美・ボディ/楪カレン                       | DVD    | BTHA-098  | スパークビジョン |        |
| 4月16日  | 美・ボディ/楪カレン                       | BD     | BTHA-098B | スパークビジョン |        |
| 7月23日  | ♀ 楪カレン                                | DVD    | OAE-261   | Aircontrol       |        |
| 7月23日  | ♀ 楪カレン                                | BD     | 9OAE-261  | Aircontrol       |        |

## 書籍

### 写真集
- 楪カレン写真集 「unveil」（2022年10月13日、双葉社、撮影：柳沢康太） ISBN 978-4-575-31747-3
- プレミアムヌードポーズブック Model 楪カレン（2023年5月12日、ジーオーティー、撮影：田村浩章）ISBN 978-4-8236-0473-7
- 楪カレン写真集「Bouquetd’or」（2024年5月22日、双葉社）

### デジタル写真集
2022年
- ゴールデンウィーク大感謝祭2022 SPECIAL PHOTO BOOK（4月22日、FANZA BEAUTY COLLECTION）- FANZA『ゴールデンウィーク大感謝祭 2022』キャンペーンガール5名によるデジタル写真集。
- G PROJECT 10th ANNIVERSARY 大人のおもちゃキャンペーン SPESIAL PHOTO BOOK（9月30日、FANZA BEAUTY COLLECTION）- 複数モデル掲載のデジタル写真集。
- ＃Escape 楪カレン（12月9日、ジーオーティー、撮影：manimanium）

2023年
- ジューシーハニー PLUS＃15 楪カレン（4月14日、ジューシーハニー、撮影：篠原潔）
- 楪カレン 色つきの女でいさせてよ（7月31日、小学館、撮影：浜田一喜）[58]
- Count sheep【Nap】楪カレン（8月18日、ジーオーティー、撮影：羊肉るとん）
- Count sheep【Sleep】楪カレン（8月18日、ジーオーティー、撮影：羊肉るとん）
- 悪戯なKiss 楪カレン（11月30日、徳間書店、撮影：植野恵三郎）

2024年
- 春のパンツまつり2024 Photo Book（3月29日、FANZA BEAUTY COLLECTION）- FANZA『春のパンツまつり2024』キャンペーンガール5名によるデジタル写真集。

### トレーディングカード
- ジューシーハニー PLUS #15 三上悠亜＆河北彩花＆楪カレン＆希島あいり（2022年8月27日、株式会社ミント）
- Girl’s Party Collection -THE FAN FUN TRUMP- vol.6　新ありな、石川澪、石原希望、伊藤舞雪、架乃ゆら、河北彩花、桜空もも、七ツ森りり、本郷愛、未歩なな、桃園怜奈、八木奈々、楪カレン（2024年2月29日、アウトビジョン）

### カレンダー
- 卓上 楪カレン 2023年カレンダー（2022年10月29日、トライエックス）
- 楪カレン 2023年カレンダー（2022年10月29日、トライエックス）
- 卓上 楪カレン 2024年カレンダー（2023年10月28日、トライエックス）
- 楪カレン 2024年カレンダー（2023年10月28日、トライエックス）

## 出演

### テレビ
- 魚拓と成瀬のツキとスッポンぽん #338,#339（2021年2月21日,28日、パチ・スロ サイトセブンTV）[59][60]
- もう!バカリズムさんの超H! #30（2021年12月27日、フジテレビONE）
- 月ともぐら（2023年2月10日 - 3月10日・6月16日 - 7月7日・月22日 - 10月20日・12月22日 - 2024年1月5日・2月9日 - 2月16日、テレビ東京）
- 東京愛情動作故 東京アンダーヘア（2023年8月19日、9月2日、myTV SUPER） - 楪可憐 役[61]

### ラジオ
- ねむチキ（2023年8月6日・13日・2024年9月22日・29日・2025年7月6日・13日、TBSラジオ）
- 楪カレンのみんなでゆいま～る♪（2023年11月7日 - 、ラジオクロニクル）

### YouTube
| 配信日     | チャンネル名              | タイトル |
| ---------- | ------------------------- | --- |
| 2021/08/06 | はだかいっかん!           | 沖縄から襲来！楪カレンが高校教師との初合体を告白。絶対にマネしてはいけない屋上での合体！                                                                                  |
| 2021/08/10 | はだかいっかん!           | バイト、店長までもが楪カレンの虜に！給料ＵＰの裏技大公開！A○での複数での失敗談も披露！                                                                                    |
| 2022/03/30 | 関西トレンド書店          | 楪カレン DVDサイン会 イベントレポ 2022.03.20 |
| 2022/06/28 | 関西トレンド書店          | 楪カレン DVDサイン会 イベントレポ 2022.06.26 |
| 2022/12/06 | 関西トレンド書店          | 楪カレン DVDサイン会 イベントレポ 2022.12.03 |
| 2023/01/31 | ラムタラMEDIA WORLD AKIBA | 【23.1.28】楪カレンさん★イベント終了後コメント動画【REbecca】 |
| 2023/02/11 | りりぴちゃんねる          | 【Vlog】仲良し3人でサンリオピューロランドからの飲みで最高すぎた♡ |
| 2023/03/18 | 怪物くん                  | 激辛料理を完食したらAV女優が裸を見せてくれた【楪カレン】 |
| 2023/06/18 | 新東寶翻譯製作            | （AV女優獨家訪問）楪可憐（楪カレン）首度來港，分享對香港嘅感覺，以及拍攝秘聞！（中文字幕）                                                                                |
| 2023/06/29 | FANZA 公式                | 浮気は何回でも許してあげます♡ |
| 2023/07/04 | FANZA 公式                | 喘ぐ男はあり？なし？ |
| 2023/07/05 | FANZA 公式                | 大人であることを実感できる大切なアレを入れる行為は？ |
| 2023/07/06 | FANZA 公式                | 初めてっていいよね♡ |
| 2023/07/12 | FANZA 公式                | 家に呼んでくれない男は絶対女がいる！ |
| 2023/07/13 | FANZA 公式                | き〇たまって黒光りしてるよね？ |
| 2023/07/18 | りりぴちゃんねる          | 「初コンカフェ出勤！シャンパンで大優勝してきたよ♡」 |
| 2023/07/22 | FANZA 公式                | 女優がデカいと感じるのは何カップ！ |
| 2023/07/23 | FANZA 公式                | 陽キャ？陰キャ？ |
| 2023/07/26 | FANZA 公式                | 箱の中身はまさかの◯ィルド！？ |
| 2023/07/27 | FANZA 公式                | 太いのと長いのどっちが好き？ |
| 2023/07/30 | ラムタラMEDIA WORLD AKIBA | 【23.7.30】楪カレンさん★イベント終了後コメント動画【REbecca】 |
| 2023/07/30 | FANZA 公式                | 興奮すると大きくなるモノといえば？ |
| 2023/08/02 | FANZA 公式                | 上下に激しく振ると白いモノが出ちゃうアレって？ |
| 2023/08/12 | 女子業界チャンネルEX      | vol.10前編【なぜ先生と生徒が恋愛をするのはダメなの？】この人に自分の子供は預けたくない！まわりにバレたらどうする！？2人が付き合った経緯とは・・・？                       |
| 2023/08/16 | 女子業界チャンネルEX      | vol.10中編【なぜ先生と生徒が恋愛をするのはダメなの？】心も体も大人なのになんでダメなのかわからない！先生と結婚したいという提起者。しかし衝撃の事実が・・・！？            |
| 2023/08/18 | FANZA 公式                | ３人が共演した作品の裏話をふんだんに語ります。 |
| 2023/08/19 | 女子業界チャンネルEX      | vol.10後編【なぜ先生と生徒が恋愛をするのはダメなの？】2人は今後どうする？不倫は100%ダメ！彼女に慰謝料請求されたらどうするの！？議論を終えて提起者と先生は何を思うのか！？ |
| 2023/08/29 | FANZA 公式                | "●が大きいブサイク"と"●が小さいイケメン"どっち？ |
| 2023/09/01 | FANZA 公式                | 【必見】他の女優も納得の桜空ももの騎乗位の極意 |
| 2023/09/19 | FANZA 公式                | やっぱりエ⚪️チは、長い方が好きらしい😇 |
| 2023/09/22 | FANZA 公式                | 【BEAUTY VINUSⅧ】3人とどんなエッチがしたい？ |
| 2023/09/24 | FANZA 公式                | 女優が今までやったことない〇位がエロ過ぎで大興奮 |
| 2023/09/26 | FANZA 公式                | 付き合う前にヤるのは あり？ |
| 2023/09/29 | FANZA 公式                | 【㊙】FANZA HOUSE女優の"オカズ"について |
| 2023/10/17 | FANZA 公式                | 女優３人が⚪︎子をたっぷり搾り取る 240分 |
| 2023/10/21 | FANZA 公式                | ギュって握って白いものが出てくるのは、アレしかないよね…？ |
| 2023/10/28 | FANZA 公式                | 桜空もも直伝、エチエチな騎乗位はこちらです。 |
| 2023/11/04 | FANZA 公式                | 働かなくても養ってくれる、優しくて可愛い女優はこちらです。【八木奈々】 |
| 2023/11/11 | FANZA 公式                | ビン・カン💕になる、エロそうでエロくない山手線ゲーム【楪カレン・八木奈々・古川ほのか・未歩なな】                                                                          |
| 2023/11/25 | FANZA 公式                | ヤると燃え上がってしまう女優・楪カレン |
| 2023/12/02 | FANZA 公式                | 【もう戻れない】男女が粘膜擦り合わせる。という事は… |
| 2023/12/09 | FANZA 公式                | 可愛い子がひたすらエッチっぽい事を言ってくれるだけの動画 |
| 2023/12/14 | ラムタラMEDIA WORLD AKIBA | 【23.12.13】楪カレンさん★イベント終了後コメント動画【REbecca】 |
| 2023/12/16 | FANZA 公式                | 盛り上がるとしてしまう「⚪︎ッチ」って何？ |
| 2024/01/01 | Milky Pop Generation      | 【ライブ映像103】LIVE from GrapefruitMoon「月で逢いましょう」# 73 ニューカマースペシェルより「童神」楪カレン                                                              |
| 2024/03/19 | 公式 TBS Podcast          | #110「職場の男を食い漁ったロリ巨乳」楪カレン |
| 2024/03/19 | 公式 TBS Podcast          | #111「ノーブラノーパンで収録」楪カレン |
| 2024/08/20 | FANZA 公式                | 男性が一人でするのを見た過ぎて、がっついてしまう |
| 2024/08/21 | FANZA 公式                | やっぱりセクシー女優たる者「週7」が基本 |
| 2024/08/21 | FANZA 公式                | セクシー女優が本気で童●を誘惑してみた【東京スキャンダルクラブ】 |
| 2024/08/22 | FANZA 公式                | 恥ずかしがる姿が可愛い |
| 2024/08/22 | FANZA 公式                | 番組撮影中に射●させちゃうハプニングが起きました…【東京スキャンダルクラブ】                                                                                                |
| 2024/08/23 | FANZA 公式                | 発想が #セクシー女優 ならではなゲーム |
| 2024/08/24 | FANZA 公式                | 独特すぎる |
| 2024/08/25 | FANZA 公式                | 女友達100人の究極の2択にドン引いてしまう |
| 2024/08/26 | FANZA 公式                | 女性が測れる"アレ"って、やっぱり… |

### 映画
- ブルーポルノ/『カリフォルニア・ドリーミング』（2023年9月1日、レフトハイ） ‐ 楪カレン 役[62]

### ウェブテレビ
- 鶴瓶&ナイナイのちょっとあぶないお正月2025（2025年1月1日、ABEMA）- キャッシュレス決済PayPay美女役

### 音楽イベント
- 月で逢いましょう vol.73 ニューカマースペシャル（2023年5月24日、東京・三軒茶屋グレープフルーツムーン）[63]

### トークライブ
- お月ちゃん大集合！スペシャルトークライブイベント-ちょっとお時間いいですか？（2024年6月15日、東京・グレースバリ渋谷）[64]

### ゲーム
- 社長と美女たちの二重奏（2024年3月6日[65]、CREAM SOFT）- 小松美晴 役[66]

## 掲載

### 雑誌
- 週刊アサヒ芸能 2021年11月11日号（徳間書店） - 「乳じまんAV座談会」
- FLASH 2021年12月14日号（光文社） - 袋とじ「美らヌード」
- 週刊実話 2022年3月17日号（日本ジャーナル出版） - 袋とじ「恋する乙女」